# شهرستان اسویت گرس (مونتانا)
شهرستان اسویت گرس، مونتانا (به انگلیسی: Sweet Grass County, Montana) یک سکونتگاه مسکونی در ایالات متحده آمریکا است که در ایالت مونتانا واقع شده‌است.

## خصوصیات
شهرستان اسویت گرس ۴٬۸۲۲٫۵۸ کیلومترمربع مساحت دارد.